# 쑨커

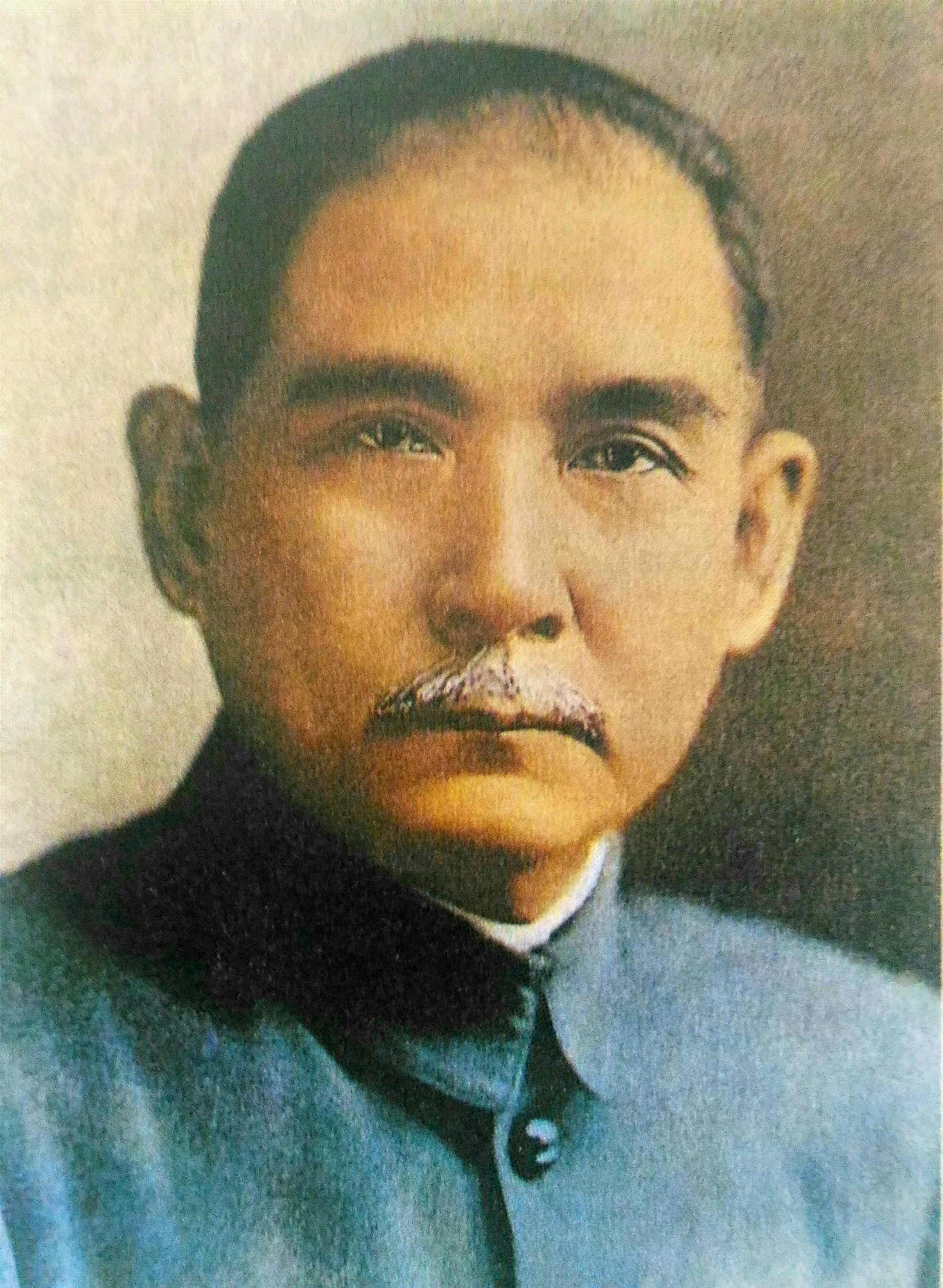
부친 쑨원 중화민국의 前 총통

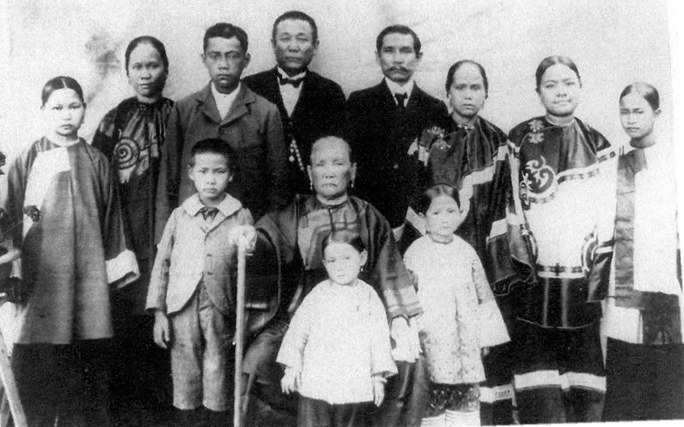
쑨커가 13세 시절이던
1908년 1월 중순경에
선친 쑨원, 친백부 쑨메이 등과 함께 찍은
쑨메이·쑨원·쑨커 직계 일가의
유일한 가족 사진

쑨커(孫科, 1895년 10월 21일 ~ 1973년 9월 13일)는 중화민국(타이완)의 정치인이고 자(字)는 저성(哲生, 철생)이며 만년에는 저술가로도 활약하였다.

## 생애

### 일생
중국국민당(中國國民黨)의 원로 2세대 가운데 한 사람이며 국민정부 대륙 본토 시대 중화민국 광둥성 광저우시 시장과 중화민국 타이완 고시원 원장을 지낸 그는 중화민국 대통령을 지낸 쑨원(孫文)의 아들로 아버지 쑨원의 슬하 1남 2녀 중 첫째이다.

### 만년
그는 1966년 9월 1일에서부터 1973년 9월 13일 사망할 때까지 중화민국 타이완 고시원 원장을 역임하였는데 1968년부터 가벼이 만성 당뇨증이 발병하였고 그 투병 와중에 1970년 대한민국 건국훈장 대통령장을 수상하였으며 이후 만성 폐렴과 만성 저혈압 증세가 가벼이 겹치며 투병하다가 1973년 5월 17일을 기하여 그의 평생 동지 가운데 일원이었던 양량궁(楊亮功) 당시 중화민국 타이완 고시원 부원장이 중화민국 타이완 고시원 원장 임시서리 권한대행을 겸직 직위하는 공석 수습 체제 속에서 4개월 후 1973년 9월 13일을 기하여, 향년 77세로 별세(병사)하였다

### 사후
그가 1973년 9월 13일에 병사하자 당시 중화민국 타이완 고시원 부원장 겸 원장 임시서리 권한대행 양량궁(楊亮功)은 1973년 9월 13일부터 1973년 10월 24일까지 1개월간 중화민국 타이완 고시원 부원장 겸 원장 직무대리를 지내었고 1973년 10월 24일에서부터 1978년 9월 1일까지 5년간 중화민국 타이완 고시원 원장 서리를 지내었다.

## 가족 및 친척 관계

### 직계 관계
- 할아버지: 쑨다청(孫達成, 1813년 9월 26일 출생 ~ 1888년 3월 23일 사망.[2])
- 할머니: 양씨 부인(楊氏 夫人, 1828년 출생 ~ 1910년 사망.)
  - 백부(伯父): 쑨메이(孫眉, 1854년 12월 6일 출생 ~ 1915년 2월 11일 사망.[3] 전직 중화민국 광둥성 광저우 광둥 도독 역임.)
  - 큰고모: 쑨진싱(孫金星, 1857년 출생 ~ 1860년 사망.)
  - 중부(仲父): 쑨더여우(孫德佑, 1860년 8월 24일 출생 ~ 1866년 3월 20일 사망.)
  - 작은고모: 쑨먀오첸(孫妙茜, 1863년 청나라 광둥성 샹산에서 출생 ~ 1955년 중화민국 타이완 타이베이에서 사망.）
  - 아버지: 쑨원(孫文, 1866년 11월 12일 ~ 1925년 3월 12일.[4] 전직 중화민국 대통령 역임.)
  - 어머니: 루무전(盧慕貞, 1867년 7월 30일 ~ 1952년 9월 7일. 그녀는 1885년 5월 26일에 쑨원과 결혼하였으며 이후 1915년 10월 18일을 기하여 쑨원과 이혼.)
    - 본인: 쑨커(孫科)
    - 1번째 부인: 천수잉(陳淑英, 1893년 8월 19일 ~ 1990년 6월 30일. 그녀는 1912년 쑨커와 결혼하고 1936년 이혼하였다가 1948년 쑨커와 재결합.)
      - 장남: 쑨즈핑(孫治平, 1913년 11월 15일 ~ 2005년 4월 6일.[5] 전직 중국국민당 중앙위원 역임.)
      - 차남: 쑨즈장(孫治强, 1915년 1월 27일 ~ 2001년 7월 4일.[6] 전직 중화민국 타이완 국립 고궁박물원 고문 역임.)

    - 2번째 前 부인: 란니(藍妮, 1912년 7월 2일 포르투갈 직할식민지 마카오 출생 ~ 1996년 9월 28일 중화민국 타이완 가오슝에서 사망. 1936년에 쑨커와 결혼하였다가 1948년에 쑨커와 이혼.)
    - 여동생: 쑨진위안(孫金媛, 1898년 3월 31일 ~ 1913년 3월 25일.[7])
    - 여동생: 쑨진완(孫金婉, 1900년 11월 12일 ~ 1979년 6월 3일.[8])

  - 계모: 쑹칭링(宋慶齡, 1890년 1월 27일 ~ 1981년 5월 29일.[9] 쑨원의 2번째 부인으로 1915년 10월 25일에 쑨원과 결혼. 전직 중화인민공화국 명예 국가원수 겸 중국공산당 전국인민정치협상회의 명예 의장 역임.)
  - 막내고모: 쑨추치(孫秋綺, 1871년 9월 3일 출생 ~ 1912년 4월 18일 사망.)

### 방계 친척 관계
- 법적 외할아버지뻘: 쑹자수(宋嘉樹, 1863년 2월 17일 출생 ~ 1918년 5월 3일 사망.[10] 쑹칭링의 아버지. 감리교 목사.)
  - 법적 이모부뻘: 쿵샹시(孔祥熙, 1881년 9월 11일 ~ 1967년 8월 16일. 쑹칭링의 형부. 전직 중화민국 중앙은행 총재 역임.)
  - 법적 이모뻘: 쑹아이링(宋靄齡, 1888년 6월 24일 ~ 1973년 10월 18일.[11] 쑹칭링의 언니. 쿵샹시의 부인.)
  - 법적 외숙부뻘: 쑹쯔원(宋子文, 1891년 12월 4일 ~ 1971년 4월 26일.[12] 쑹칭링의 남동생. 전직 중화민국 타이완 행정원 원장 역임.)
  - 법적 이모부뻘: 장제스(蔣介石, 1887년 10월 31일 ~ 1975년 4월 5일.[13] 쑹칭링의 제부. 전직 중화민국 타이완 총통 역임. 중화민국 육군 원수 예편.)
  - 법적 이모뻘: 쑹메이링(宋美齡, 1901년 3월 5일 ~ 2003년 10월 24일.[14] 쑹칭링의 누이동생. 장제스의 3번째 부인. 전직 중화부녀반공연합회 회장 역임.)
    - 법적 이종사촌 동생뻘: 장징궈(蔣經國, 1906년 3월 18일 ~ 1988년 1월 13일.[15] 전직 중화민국 타이완 총통 역임. 장제스의 적장자(嫡長子). 중화민국 육군 소장 예편.)
    - 법적 이종사촌 동생뻘: 장웨이궈(蔣緯國, 1916년 10월 6일 ~ 1997년 9월 22일.[16] 전직 중화민국 타이완 국가안전회의 비서장 역임. 장제스의 서자(庶子). 중화민국 육군 대장 예편.)

  - 법적 외숙부뻘: 쑹쯔량(宋子良, 1903년 3월 27일 ~ 1987년 5월 11일.[17] 쑹칭링의 남동생. 전직 중화민국 타이완 외교부 총무국장 겸 사정국장 역임.)
  - 법적 외숙부뻘: 쑹쯔안(宋子安, 1906년 4월 27일 ~ 1969년 2월 25일.[18] 쑹칭링의 남동생. 전직 홍콩 광둥 은행 총재 역임.)

## 학력
- 미국 캘리포니아 주립대학교 물리학과 학사
- 미국 컬럼비아 대학교 대학원 신문학과 언론학 석사

### 명예 박사 학위
- 미국 컬럼비아 대학교 명예 법학 박사

## 같이 보기
- 다이지타오(戴季陶)
- 다이안궈(戴安國)
- 린썬(林森)

## 역대 선거 결과
| 선거명      | 직책명          | 대수 | 정당        | 1차 득표율 | 1차 득표수 | 2차 득표율 | 2차 득표수 | 3차 득표율 | 3차 득표수 | 4차 득표율 | 4차 득표수 | 결과 | 당락 |
| ----------- | --------------- | ---- | ----------- | ---------- | ---------- | ---------- | ---------- | ---------- | ---------- | ---------- | ---------- | ---- | ---- |
| 1948년 선거 | 중화민국 부총통 | 1대  | 중국 국민당 | 20.24%     | 559표      | 34.69%     | 945표      | 38.36%     | 1,040표    | 47.38%     | 1,295표    | 2위  | 낙선 |